# 마쓰시마촌 (야마나시현)
마쓰시마촌(松島村)은 야마나시현 나카코마군에 설치되었던 촌이다. 현재의 가이시 남동부에 해당한다.

## 역사
- 1889년 7월 1일 - 정촌제 시행에 의해 마쓰시마촌이 단독으로 지자체를 형성하였다.
- 1927년 4월 1일 - 후쿠오카촌과 합병해 시키시마촌이 성립하여, 동일 마쓰시마촌은 폐지되었다.
- 1946년 7월 1일 - 정으로 승격해 마쓰시마정이 되었다.
- 1958년 - 마쓰시마정의 구 마쓰시마촌의 일부가 류오정에 편입되었다.

## 교통

### 철도
구촌에 일본국유철도 주오 본선이 지나가지만, 역은 소재하지 않았다.

## 참고문헌
- 角川日本地名大辞典 19 山梨県